# Histrio
Histrio is een monotypisch geslacht van straalvinnige vissen uit de familie van voelsprietvissen (Antennariidae). Het geslacht is voor het eerst wetenschappelijk beschreven in 1813 door Fischer.

## Soort
- Histrio histrio (Linnaeus, 1758) – Sargassovis